# Entero-endocriene cel

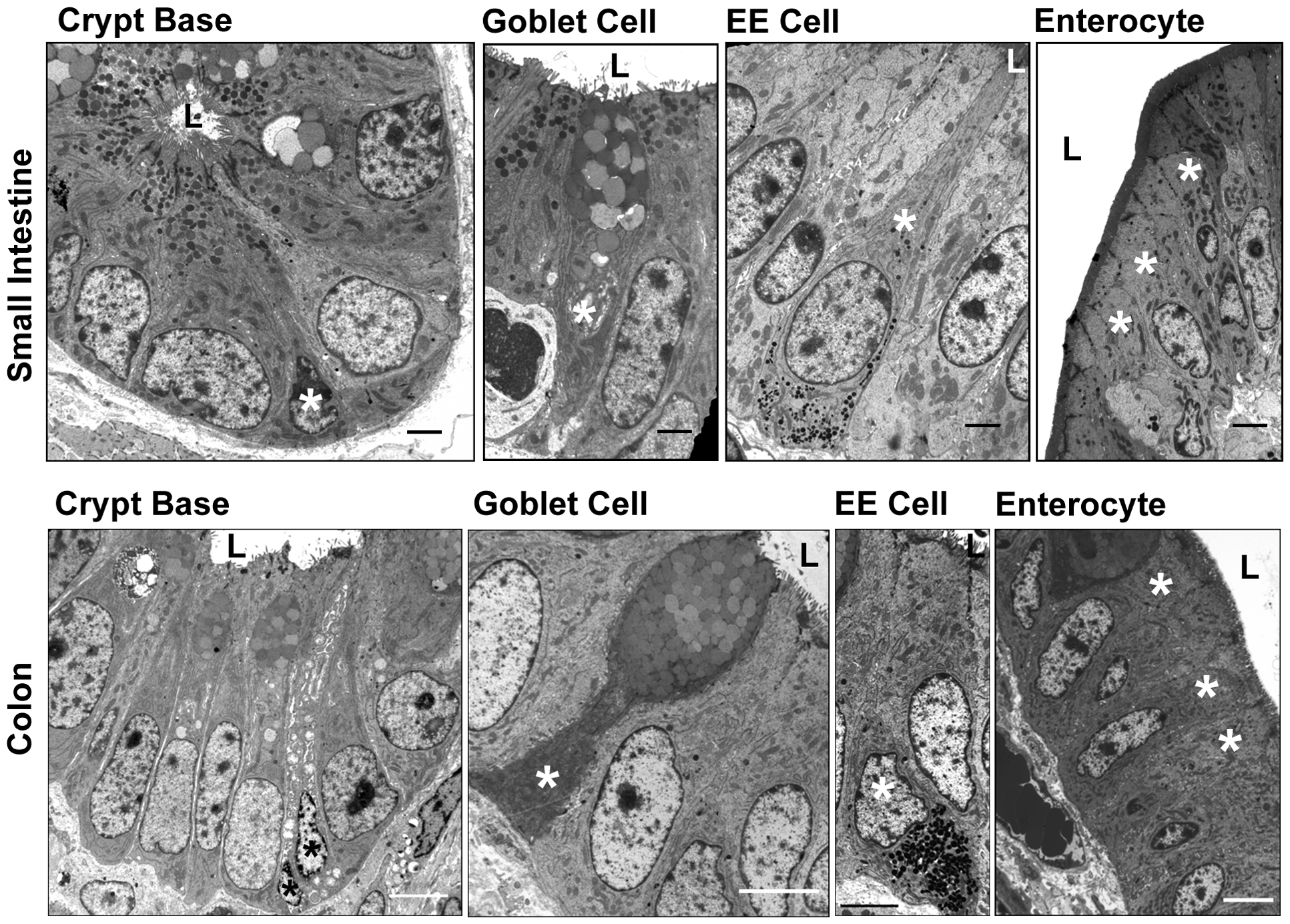
Electronenmicroscopische afbeeldingen. EE-cell: Entero-endocriene cel, Goblet cell: Slijmbekercel, Small intestine: Dunne darm, Colon: Colon, Enterocyt

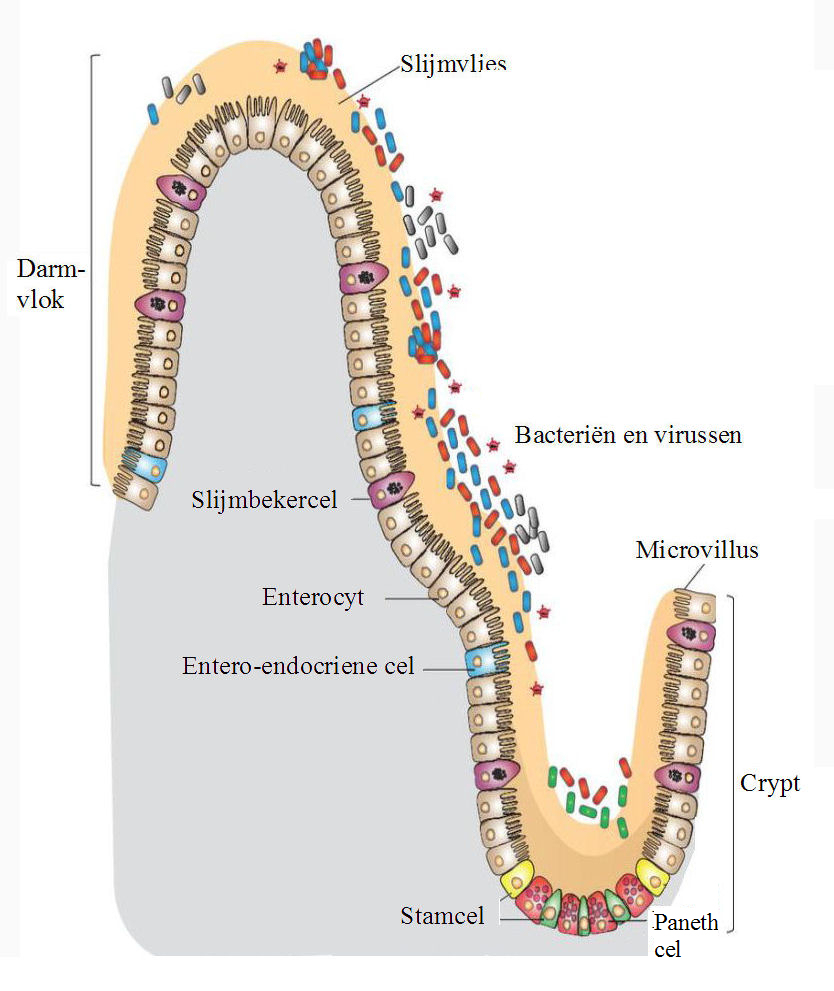
Darmepitheel met soorten darm-epitheelcellen bij de mens.

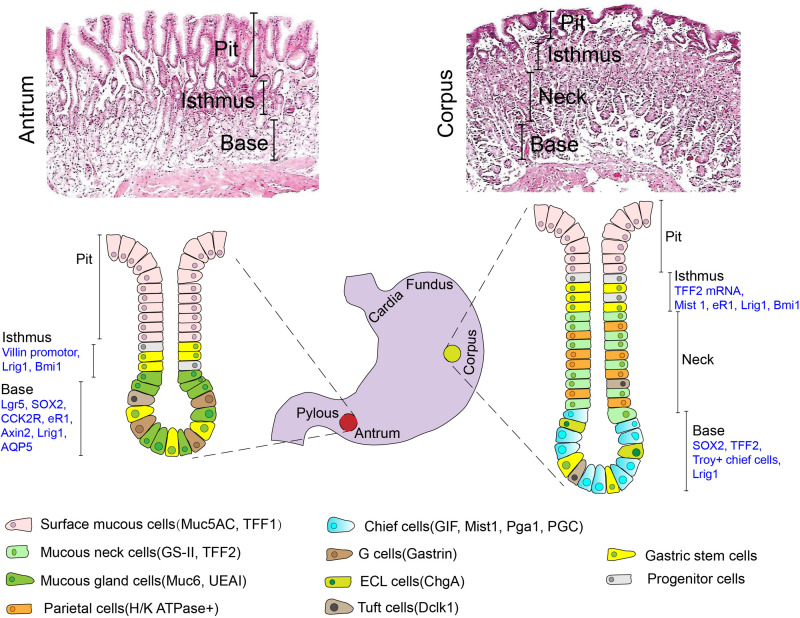
Maagklieren met onder andere typen entero-endocriene cellen. Pit: maaggroefje, Chief cell: maaghoofdcel, Tuft cell: tuftcel, Parietal cell: pariëtale cel, Surface mucous cell: foveolacel, Mucous neck cell: slijmhalscel, Mucuos gland cell: maagkliercel.

Entero-endocriene cellen zijn gespecialiseerde cellen van de maag, de darm en de alvleesklier met endocriene functie. Ze produceren gastro-intestinale hormonen of peptiden als reactie op verschillende stimuli en geven deze af in de bloedbaan voor een systemisch effect, verspreiden ze als lokale boodschappers of geven ze door aan het enterisch zenuwstelsel om zenuwreacties te activeren.  Entero-endocriene cellen van de darm zijn de meest talrijke endocriene cellen van het lichaam. Ze vormen een enterisch endocriensysteem als een onderdeel van het endocriene systeem, net zoals het enterisch zenuwstelsel een onderdeel is van het zenuwstelsel. In zekere zin staan ze erom bekend dat ze fungeren als chemoreceptoren, spijsverteringsacties initiëren, schadelijke stoffen detecteren en beschermende reacties initiëren..Microbiota spelen een sleutelrol in de intestinale immuun- en metabolische reacties in deze entero-endocriene cellen via hun fermentatieproduct acetaat.

## Darmen
Intestinale entero-endocriene cellen komen niet bij elkaar voor, maar verspreid als afzonderlijke cellen door het darmkanaal.
De uitgescheiden hormonen omvatten somatostatine, motiline, cholecystokinine, neurotensine, vasoactief intestinaal peptide en enteroglucagon. De entero-endocriene cellen nemen de metabolieten van de commensale darmmicrobiota waar en coördineren op hun beurt de antibacteriële, mechanische en metabolische delen van de aangeboren immuunrespons van de darm van de gastheer op de commensale darmmicrobiota.

De volgende soorten intestinale entero-endocriene cellen kunnen worden onderscheiden:
- K-cellen scheiden glucoseafhankelijk insulinotropisch polypeptiden uit, een incretine, die ook de triglyceridenopslag bevordert.[12] K-cellen worden voornamelijk aangetroffen in de twaalfvingerige darm.[13]
- L-cellen, ook wel neuropodcellen genoemd, scheiden glucagon-achtige peptide-1 uit, een incretine, peptide YY3-36, oxyntomoduline en glucagon-achtige peptide-2. L-cellen worden voornamelijk aangetroffen in de kronkeldarm en de dikke darm (colon), maar sommige worden ook aangetroffen in de twaalfvingerige darm en nuchtere darm.[14]
- I-cellen scheiden cholecystokinine (CCK) uit en hebben de hoogste slijmvliesdichtheid in de twaalfvingerige darm, met een afnemende hoeveelheid in de dunne darm.[15] Ze regelen de galsecretie, de exocriene pancreassecretie en het verzadigingsgevoel.[16]
- G-cellen of gastrinecellen zijn een celtype in de maag en de twaalfvingerige darm die gastrine afscheiden en de maagzuursecretie stimuleren.[17]
- Enterochromaffine cellen (ook bekend als Kulchitsky-cellen) zijn een type entero-endocriene cel en neuro-endocriene cel. Ze bevinden zich naast het epitheel dat het lumen van het spijsverteringskanaal bekleedt en spelen een cruciale rol bij de gastro-intestinale regulatie, met name de darmmotiliteit en -secretie.[18]
- Enterochromaffine-achtige cellen of ECL-cellen zijn een type neuroendocriene cellen die histamine afscheiden.
- N-cellen bevinden zich in de dunne darm. Hun aantal neemt vanaf het begin van de dunne darm tot aan het eind van de dunne darm toe, met de hoogste concentraties in de kronkeldarm.[19] Ze geven neurotensine af en reguleren de samentrekking van glad spierweefsel.[20]
- S-cellen scheiden secretine af, voornamelijk vanuit de twaalfvingerige darm, maar ook in afnemende hoeveelheden in de rest van de dunne darm,[21] en stimuleren de exocriene alvleeskliersecretie.[16]
- D-cellen, ook wel deltacellen genoemd, scheiden somatostatine af.
- Mo-cellen worden aangetroffen in de crypten van de dunne darm, met name in de twaalfvingerige darm en de nuchtere darm en scheiden motiline uit.
- M-cellen of microfoldcellen bevinden zich in de Peyerse plaat.[22][23]

## Maag
De G-cellen of gastrinecellen zijn een celtype in de maag en de twaalfvingerige darm die gastrine afscheiden en de maagzuursecretie stimuleren.
Ze bevinden zich in de maagklieren, voornamelijk aan de basis. De G-cellen scheiden gastrine af; postganglionaire vezels van de nervus vagus kunnen gastrine-releasing peptide vrijgeven tijdens parasympathische stimulatie om de secretie te stimuleren.
Andere hormonen die worden geproduceerd zijn cholecystokinine, somatostatine, vasoactief intestinaal peptide, substantie P, alfa- en gamma-endorfine.

## Alvleesklier
Entero-endocriene cellen van de alvleesklier bevinden zich in de eilandjes van Langerhans en produceren met name de hormonen insuline en glucagon. Het autonoom zenuwstelsel reguleert hun secretie sterk, waarbij parasympathische stimulatie de insulinesecretie stimuleert en glucagonsecretie remt, terwijl sympathische stimulatie een tegengesteld effect heeft.
Andere geproduceerde hormonen zijn somatostatine, pancreaspolypeptide, amyline en ghreline.